# Jan Albert Versteeg
Jan Albert Versteeg (Bensheim, 6 oktober 1947 – Heerenveen, 5 juli 2021) was een Duits-Nederlands schrijver, literair vertaler en in de Lage Landen bekend literair ciriticus met een grote belangstelling voor filosofie, stilistiek, erotiek, transgressie en ideeën rond goed en kwaad (specifiek antisemitisme en fascisme), naast een interesse in de taal van subgroepen en vernieuwend theater. 

## Opleiding
Francofiel Versteeg genoot zijn opleiding Franse taal- en letterkunde aan de Universiteit Utrecht en de Rijksuniversiteit Groningen. Aan de laatste universiteit was hij verbonden als docent en onderzoeker met expertise op het terrein van de controversiële filosoof-auteur Georges Bataille en omstreden schrijver-arts Louis-Ferdinand Céline. Versteeg werkte jaren in binnen- en buitenland aan zijn proefschrift over het fictieve werk van de schrijver Bataille, maar rondde dit niet af. Opvallend genoeg liet hij tijdens het werken aan zijn eigen proefschrift wel een vertaling van de dissertatie van Céline verschijnen (1986): Het leven en werk van Philipp Ignaz Semmelweis (1818-1865).

## Werk
Versteeg publiceerde talloze literaire kritieken en literair werk sinds de late jaren zeventig in Nederlandse tijdschriften als Bzzlletin, De Tweede Ronde, De Revisor en Maatstaf en in de Volkskrant en het NRC.
Versteeg was betrokken bij (de vertaling van) een viertal theaterproducties in de jaren negentig. Dit betreft de voorstellingen: Een smerig verhaal (Noord Nederlands Toneel), Avondschrift (Gaudeamus), De beschaving, mijn moeder! (Onafhankelijk Toneel) en De medeplichtige (Theatergroep Palingrot).
Versteeg was gedurende zijn leven, verder, verantwoordelijk voor de vertaling van een kleine honderd boeken uit het Frans van klassieke auteurs als Balzac, Bataille, Celine, Gaudé, Makine, (de) Sade, Sartre, Stendhal, Zola naast Duras, Sand, Sarraute en Yourcenar. Daarnaast ontwikkelde hij een in ons land unieke specialisatie op het terrein van vertalen van auteurs uit de (voormalige) Franse kolonien en de arabische wereld. Hij ontving werkbeurzen van het Nederlands Letterenfonds voor zijn activiteiten. 
Versteeg bleef tot op hoge leeftijd vasthouden aan het gebruik van zijn franse lak vulpen (Waterman) en typemachine in de uitoefening van zijn diverse werkzaamheden. Hij legde een indrukwekkende verzameling Batailleiana en bijzondere woordenboeken aan gedurende zijn werkzame leven.

## Céline genootschap
Versteeg was sinds de late jaren zeventig van de vorige eeuw voorzitter van het Nederlandse Céline Genootschap. Dit genootschap gaf tussen 1980 en 1983 een eigen tijdschrift uit. In de hoedanigheid van voorzitter en Céline-expert schreef Versteeg in 1979 een brief aan Uitgeverij G.A. Van Oorschot welke zich thans in het Nederlands Literatuurmuseum bevindt.

## Polemiek en controverse vertaalpraktijk
Enkele vertalingen van Versteeg vormden de aanleiding voor discussies over de kunst van het vertalen. Zoals bijvoorbeeld in 2018 rond de vertaling van het titelwoord in het verhaal La douleur van Marguerite Duras. In 2017 werd Versteeg geïnterviewd over zijn vertaalpraktijk en kreeg hij de gelegenheid zijn visie publiekelijk toe te lichten.
(Concilier les différences culturelles grâce à la traduction: entretien avec Jan Versteeg, Traduire Assia Djebar sous la direction d'Amel Chaouati, P. 195-198).
De vertaalstijl van Versteeg en specifiek zijn expertise op het gebied van minder publieke taalregisters werd uiteindelijk onderwerp van wetenschappelijk onderzoek in 2023 door
Virginie Despentes. (DESPENTES: A Comparative Study of the Dutch and English Translations of Slang in Vernon Subtex.

## Kunstwerk
De Utrechtse beeldhouwster Martine Vlieger kreeg in de jaren negentig de opdracht een levensgrote buste van Versteeg te produceren welke zich in privébezit bevindt. Opmerkelijk genoeg ontbreekt aan dit kunstwerk de zo kenmerkende ronde, Franse gouden bril, welk model hij sinds zijn schooltijd in diverse gedaanten droeg en werd gekozen voor een uitvoering in bronzen bruintinten met goudkleurige accenten verlopend naar het zwart van de krullenbos.

## Werken
- Jan Versteeg e.a., Céline journaal 1, 1980.
- Jan Versteeg e.a., Céline journaal 2, 1981.
- Jan Versteeg e.a., Céline journaal 3, 1982.
- Jan Versteeg e.a., Céline journaal 4, 1982.
- Jan Versteeg en Nicolle de Jong, De Franse roman in de jaren zeventig : bibliografie behorend bij Literair paspoort nr. 297 juli/augustus, 1982.
- Jan Versteeg, Céline journaal 5, 1983.
- Jan Versteeg, Céline journaal 6, 1983.
- Jan Versteeg en Elisabeth Bosch, Georges Bataille, de filosoof van het kwaad, 1985.
- Jan Versteeg, Georges Bataille actes du colloque international d'Amsterdam, 1985.
- Jan Versteeg, Georges Bataille: Colloque international: Papers, 1987.
- Jan Versteeg, Louis-Ferdinand Céline: informatie, 1989.
- Jan Versteeg, La mort en peine Quelques réflexions sur Le mort de Georges Bataille, 1992.
- Jan Versteeg en Henk Hillenaar, Georges Bataille et la Fiction, 1992.
- Jan Versteeg en D. Eisma, Verloren illusies fan Honoré de Balzac, De moanne: algemien-kultureel opinyblêd, 2004 (Fries).
- Jan Versteeg e.a., Niets weerstaat de nacht, 2013.[11]